# Fulcrifera affectana
Fulcrifera affectana är en fjärilsart som beskrevs av Julius Thomas von Kennel 1901. Fulcrifera affectana ingår i släktet Fulcrifera och familjen vecklare. Inga underarter finns listade i Catalogue of Life.